# Louis-Guillaume Perreaux

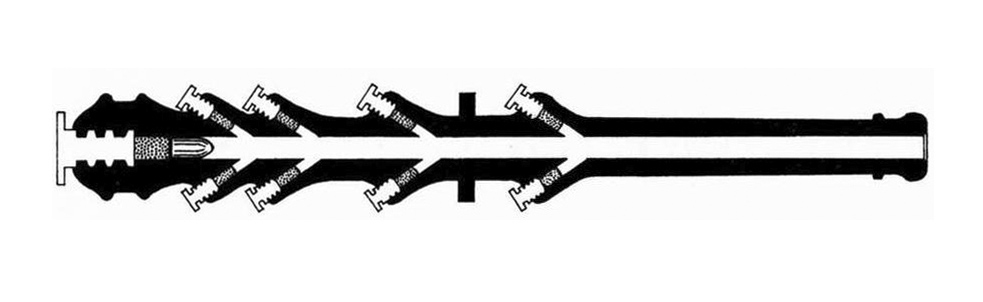
Perreaux kanon med flera krutkammare

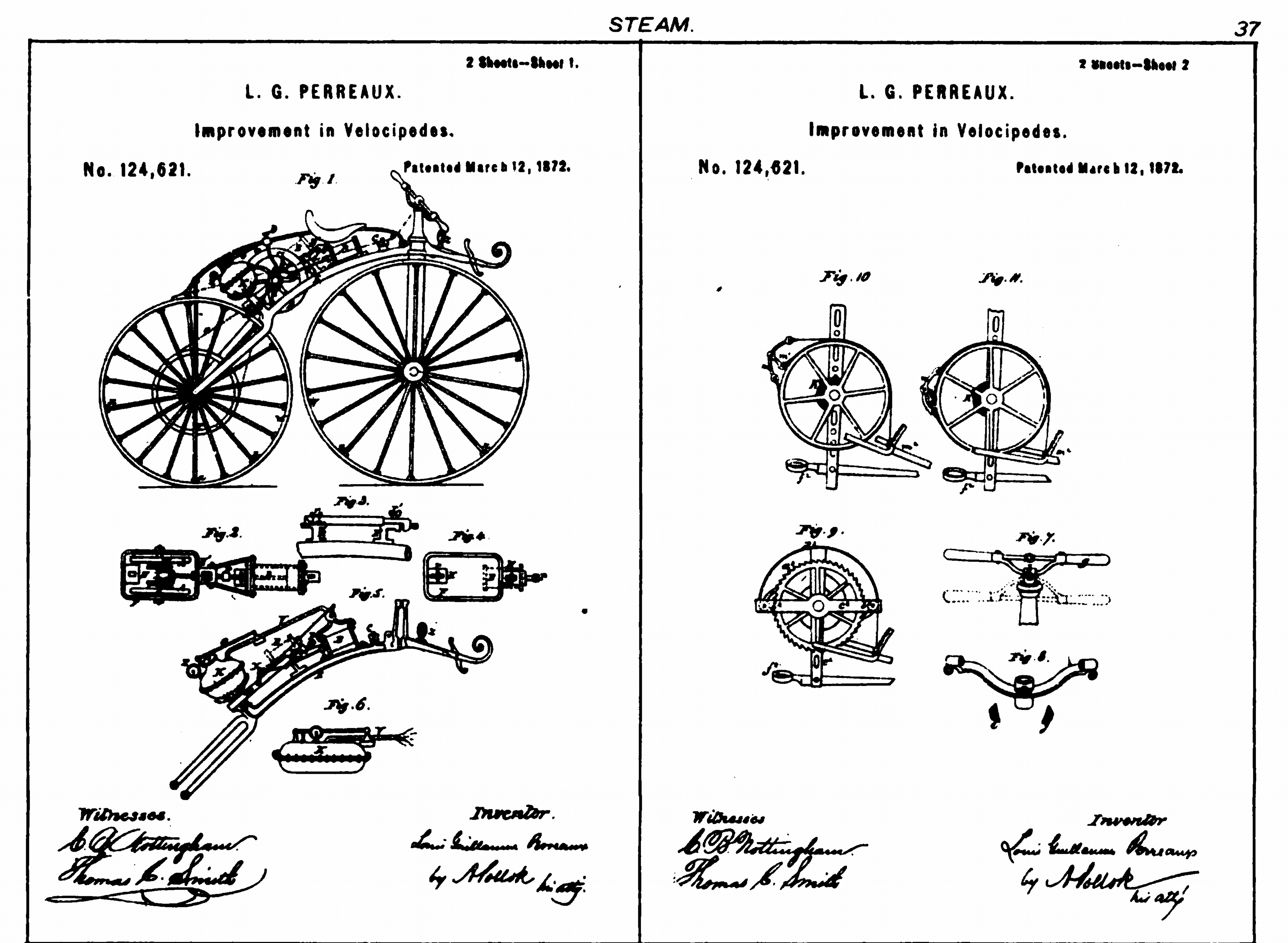
Ritning från amerikansk patentansökan, 1872

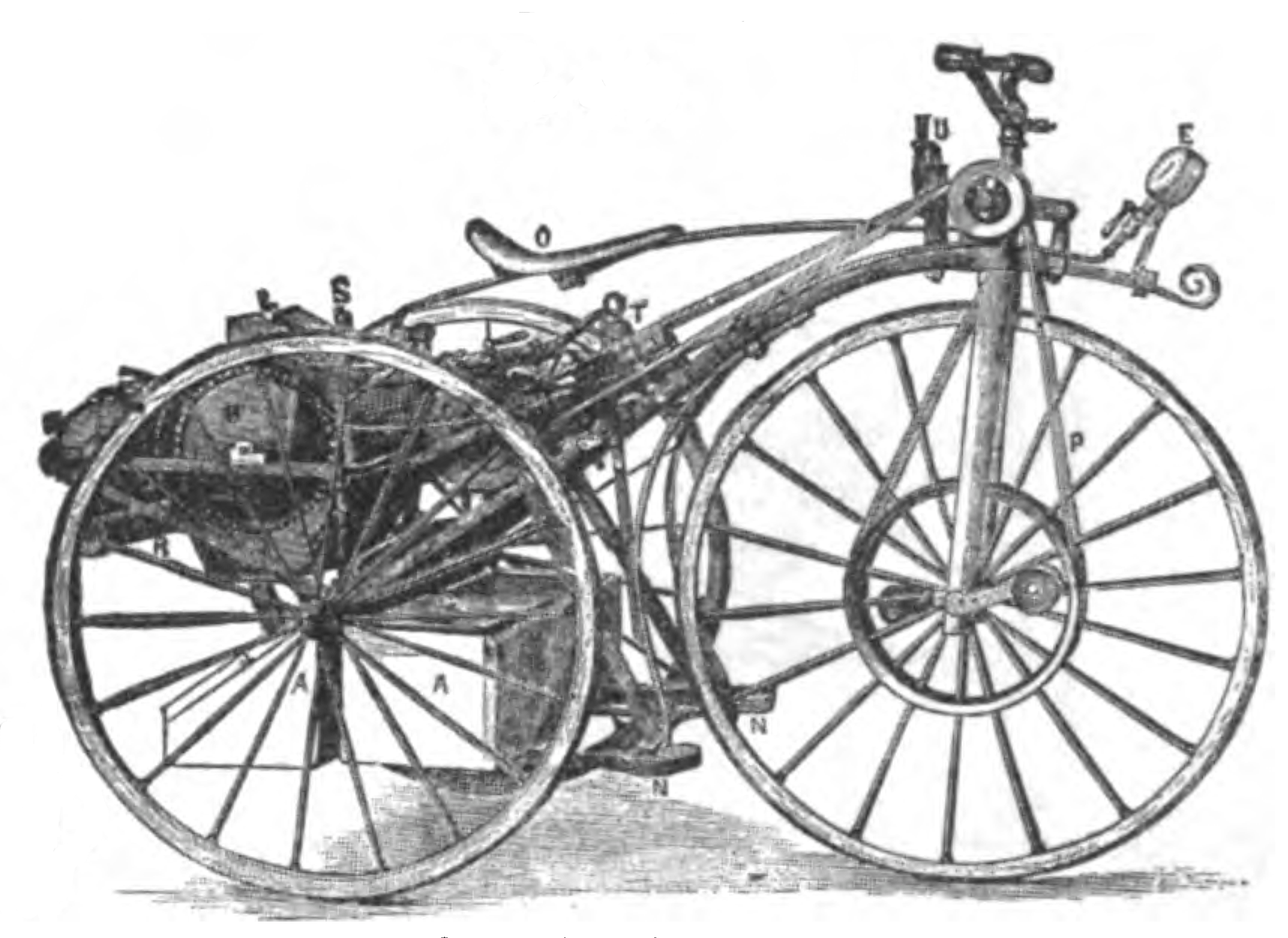
Trehjulig motorcykel från 1884

Louis-Guillaume Perreaux, född 17 februari 1816 i Almenêches i Normandie i Frankrike, död 5 april 1889, var en fransk ingenjör och uppfinnare, som fick ett av de första patenten på en fungerande motorcykel 1869. 

## Uppväxt
Louis-Guillaume Perreaux växte upp i Almenêches. Han visade tidigt intresse för mekanik och uppfann vid tolv års ålder en "stavbössa", en sorts vandringsstav med ett gevär dolt i den.
Han studerade därefter på seminariet i Sees och fick 1836 ett stipendium till École nationale supérieure d'arts et métiers i Châlons-sur-Marne.

## Uppfinningar
Perreaux flyttade till Paris, där han han började arbeta på och patenterade en rad uppfinningar, bland andra en kanon med flera krutkammare, en slussmekanism 1841 och en cirkelsåg 1843 samt en skärmaskin 1846, vilken genom en kombination med en mikrometer kunde precisionsskära i glas.

## Ångvelociped
Huvudartikel: Michaux-Perreaux ångvelociped
Perreaux experimenterade med en liten ångmaskin på en cykelram från Pierre Michauxs verkstad och bidrog därmed till utvecklingen av motorcykeln. Han patenterade denna konstruktion 1869 och fortsatte att förbättra konstruktionen till 1885. Konstruktionen hade en mässingspläterad encylindrig ångmaskin med en brännare för alkohol under sadeln. Den drevs av två läderremmar och uppnådde en hastighet på 14,5 kilometer/timme. Det enda tillverkade exemplaret finns utställt på Musée du Domaine départemental de Sceaux i Sceaux.
Michaux-Perreaux ångvelocioped var en tre kandidater till att vara den första motorcykeln, jämte Ropers ångvelociped från något av samma år och den senare Daimler Reitwagen från 1885. Både Michaux-Perreaux ångvelociped och Roper ångvelociped har endera 1867, 1868 eller 1869 som förmodat tillverkningsår enligt olika bedömningar. De kan ha tillverkats samma år, eller så är endera av dem äldre. Vissa experter på motorcykelhistoria anser att ingen av dem kan definieras som en "riktig" motorcykel, eftersom de antingen inte har en bensinförbränningsmotor eller saknar den teknologi som kännetecknar senare serieproducerade motorcyklar. Dessa experter menar därför att den äldsta motorcykeln var Wilhelm Maybachs och Gottlieb Daimlers Daimler Reitwagen från 1885.
Det tillverkades bara ett exemplar av Perreaux ångvelociped, men 1884 ställde Perreaux ut en trehjuling på industriutställningen det året på Champs-Élysées i Paris. Denna var utvecklad från den tvåhjuliga ursprungsversionen. Den hade två bakhjul och en rem som drev framhjulet. Den alkoholdrivna motorn var lik motorn på den tidigare ångcykeln.

## Militärtält
En av Perreaux sista patenterade uppfinningar godkändes 1879. Den var ett "system av militära tältstänger utan yttre linor och utan tältpinnar". Förutom att vara styvare än konventionella tält, menade Perreaux att konstruktionen var enklare och lättare och därmed bättre att transportera för militärt bruk. Han föreslog också montering av flera tält tillsammans för att bilda ett galleri.